# 魔法少女隊
《魔法少女隊》（日语：魔法少女隊アルス）是STUDIO 4℃於2004年製作的動畫作品，監督為雨宮慶太，NHK教育頻道於2004年4月9日至2005年3月25日播出，全40話。臺灣Animax於2006年2月25日搶先首播4集（日語原音），同年4月15日起，星期六16:00~17:30正式首播（中文配音）。

## 概要
對魔法感到憧憬的人類少女阿麗斯，有一日來到了魔法世界。在那裡，她邂逅了實習魔女舒拉和艾華，並對所有事物充滿好奇。然而這世界並非她所想像的美好，恣意捕捉妖精、魔女與魔族間的對戰以及魔法界與魔導書的秘密，將一一在阿麗斯的眼前呈現……

## 登場角色

### 主要角色（魔法少女隊）
- 阿麗斯（アルス　日本：小島幸子／臺灣：楊凱凱／香港：周恩恩）

本作女主角，11歲。某日失足從學校墜樓時突然進入魔法界，得知無法回人類世界後便與舒拉、艾華一起生活。唯一可發動光之魔法的人。
- 舒拉（シーラ　日本：桑島法子／臺灣：雷碧文／香港：羅嘉玲）

12歲。為A區的見習魔女兼風紀委員，因未能阻止妖精脫逃而被大魔法師施下無法長大的魔法。初期經常與阿麗斯吵架。
- 艾華（エバ　日本：廣橋涼／臺灣：楊茲珺／香港：王夢華）

10歲的見習魔女，個性膽小，擅長下廚。因未能阻止妖精脫逃而被大魔法師施下無法長大的魔法。後來在失去魔法的情況下被引誘獲得黑魔法，差點成為帶有邪惡之心的魔女。

### 魔女界
- 大魔法師（グランドマスター　日本：来宮良子／臺灣：／香港：）

魔法界中最高権威的領袖，賞罰分明。
- 阿泰莉亞（アテリア　日本：田中敦子／臺灣：／香港：）

三賢者之一，是雷諾的生母，以前和人類吉達結婚生子，卻是不合法的結合而被迫與丈夫親兒分開。

### 魔族界
- 西克馬（シグマ　日本：吉野裕行／臺灣：／香港：）

魔族界暴君的間諜，知道魔法界快將滅亡後，就指使魔族集齊妖精、魔法書及有邪惡之心的魔女來發動黑魔法(把一切歸於零)拯救世界...
- 雲天（グランデ　日本：中田讓治／臺灣：／香港：）

少數在魔族完全改用科技後仍用魔法的魔族，是阿麗斯一家分離的核心人物。

### 人類
- 雷諾（レノン　日本：泰勇氣／臺灣：／香港：）

魔女與人類的混血兒，阿麗斯的同父異母哥哥。
- 吉達（ジダン　日本：谷昌樹／臺灣：／香港：）

以前和阿泰莉亞結婚生子，卻是不合法的結合，加上他知道日後生的女兒就是在未來拯救魔法世界的人物，所以忍痛偷去真之魔導書和被迫與妻兒分離。
- 優子（ヨーコ　日本：日野由利加／臺灣：／香港：）

阿麗斯的母親。雖然是母親，阿麗斯仍直接稱呼她為「優子」。

## 電視動畫
毎話約九分鐘，全40話。
Animax Asia播出的為DVD版本，30分鐘一連兩話播出。

### 製作人員
- 原作：雨宮慶太
- 監督：芦野芳晴
- 脚本：小原信治
- 角色設計・美術設計：中山大輔
- 音樂：寺島民哉
- 演出：青木康浩／久保まさひこ／清水保行／吉田徹／古屋勝悟
- 作画監督：山口賢一／野村和也／関口英樹
- 色彩設計：鷲田知子
- ＣＧＩ監修：斉藤亜規子
- ＣＧＩ監督：伊藤 真由／坂本 拓馬
- 撮影監督：五関寿
- 音響監督：三好慶一郎
- 執行製片(Line producer)：米森裕人
- 動畫製作人：田中栄子
- 動畫製作制作：STUDIO 4℃
- 製作：魔法少女隊Project（東北新社／電通／Beyond C.）

### 主題歌
- 片頭曲
  - アルス ~ メインタイトル ~

- 片尾曲
  - 「DuDiDuWa*lalala」
作詞：KOTOKO、作曲：中坪淳彦・KOTOKO、編曲：中坪淳彦、歌：KOTOKO（ジェネオンエンタテインメント）

### 各話標題
| 話数       | 標題（Animax 中文翻譯） | 標題（日文原文）   | 脚本     | 分鏡              | 演出         | 作画監督     | 美術監督 |
| ---------- | ----------------------- | ------------------ | -------- | ----------------- | ------------ | ------------ | -------- |
| Destiny 1  | 魔女之國                | 魔女の国           | 小原信治 | 芦野芳晴/青木康浩 | 芦野芳晴     | 芦野芳晴     | 東潤一   |
| Destiny 2  | 一百隻妖精              | 百匹の妖精         | 小原信治 | 青木康浩          | 青木康浩     | 青木康浩     | 東潤一   |
| Destiny 3  | 魔法掃把                | 魔法のホーキ       | 小原信治 | 久保まさひこ      | 久保まさひこ | 久保まさひこ | 東潤一   |
| Destiny 4  | 妖精艾庫                | 妖精エクー         | 小原信治 | 清水保行          | 清水保行     | 清水保行     | 東潤一   |
| Destiny 5  | 魔導書                  | 魔導書             | 小原信治 | 吉田徹            | 吉田徹       | 吉田徹       | 東潤一   |
| Destiny 6  | 翼獅的羽毛              | グリフォンの羽     | 小原信治 | 青木康浩          | 中山大輔     | 山口賢一     | 東潤一   |
| Destiny 7  | 比吉斯之牙              | ピスキーの牙       | 小原信治 | 芦野芳晴          | 芦野芳晴     | 野村和也     | 東潤一   |
| Destiny 8  | 出外旅行之港            | 旅立ちの港         | 小原信治 | 青木康浩          | 青木康浩     | 青木康浩     | 東潤一   |
| Destiny 9  | 魔女檢定                | 魔女検定           | 小原信治 | 清水保行          | 清水保行     | 清水保行     | 勝井和子 |
| Destiny 10 | 海多拉的襲擊            | ハイドラの襲撃     | 小原信治 | 古屋勝悟          | 古屋勝悟     | 関口英樹     | 勝井和子 |
| Destiny 11 | 魔女的傳統              | 魔女の伝統         | 小原信治 | 久保正彦          | 久保正彦     | 野村和也     | 勝井和子 |
| Destiny 12 | 生日快樂                | ハッピーバースデー | 小原信治 | 片淵須直          | 吉田徹       | 吉田徹       | 勝井和子 |
| Destiny 13 | 魔族西克馬              | 魔族シグマ         | 小原信治 | 古屋勝悟          | 古屋勝悟     | 山口賢一     | 勝井和子 |
| Destiny 14 | 舒拉的迷惑              | シーラの迷い       | 小原信治 | 青木康浩          | 青木康浩     | 青木康浩     | 勝井和子 |
| Destiny 15 | 被詛咒的魔法            | 呪われた魔法       | 小原信治 | 吉田徹            | 吉田徹       | 吉田徹       | 勝井和子 |
| Destiny 16 | 艾華的勇氣              | エバの勇気         | 小原信治 | 芦野芳晴          | 安藤裕章     | 関口英樹     | 勝井和子 |
| Destiny 17 | 潛入魔族界              | 潜入!魔族界        | 小原信治 | 清水保行          | 末永宏一     | 末永宏一     | 勝井和子 |
| Destiny 18 | 真正的巫師              | 真のウィザード     | 小原信治 | 青木康浩          | 吉田徹       | 吉田徹       | 勝井和子 |
| Destiny 19 | 山窮水盡                | 絶体絶命           | 小原信治 | 吉田徹            | 芦野芳晴     | 田村晃       | 勝井和子 |
| Destiny 20 | 魔法少女隊              | 魔法少女隊         | 小原信治 | 青木康浩          | 青木康浩     | 青木康浩     | 勝井和子 |
| Destiny 21 | 異次元之海              | 異次元の海         | 小原信治 | 古屋勝悟          | 古屋勝悟     | 古屋勝悟     | 勝井和子 |
| Destiny 22 | 海盜雷諾                | 海賊レノン         | 小原信治 | 安藤裕章          | 安藤裕章     | 野村和也     | 勝井和子 |
| Destiny 23 | 背叛的魔女              | 裏切りの魔女       | 小原信治 | 浦谷千惠          | 浦谷千惠     | 浦谷千惠     | 勝井和子 |
| Destiny 24 | 希望之光                | 希望の光           | 小原信治 | 芦野芳晴          | 山口賢一     | 山口賢一     | 勝井和子 |
| Destiny 25 | 疑惑                    | 疑惑               | 小原信治 | 吉田徹            | 吉田徹       | 吉田徹       | 勝井和子 |
| Destiny 26 | 四分五裂的心            | バラバラな心       | 小原信治 | 青木康浩          | 青木康浩     | 青木康浩     | 勝井和子 |
| Destiny 27 | 滅亡的前兆              | 滅亡の前兆         | 小原信治 | 古屋勝悟          | 古屋勝悟     | 古屋勝悟     | 勝井和子 |
| Destiny 28 | 總攻擊                  | 総攻撃             | 小原信治 | 安藤裕章          | 安藤裕章     | 野村和也     | 勝井和子 |
| Destiny 29 | 真之魔導書              | 真の魔導書         | 小原信治 | 芦野芳晴          | 末永宏一     | 田村晃       | 勝井和子 |
| Destiny 30 | 雷諾的真面目            | レノンの正体       | 小原信治 | 浦谷千惠          | 浦谷千惠     | 浦谷千惠     | 勝井和子 |
| Destiny 31 | 痛苦的思考              | 切ない思い         | 小原信治 | 芦野芳晴          | 千葉ゆみ     | 千葉ゆみ     | 勝井和子 |
| Destiny 32 | 真正應該守護的東西      | 本当に守るべきもの | 小原信治 | 青木康浩          | 青木康浩     | 青木康浩     | 勝井和子 |
| Destiny 33 | 爸爸還活著              | パパは生きている   | 小原信治 | 古屋勝悟          | 古屋勝悟     | 古屋勝悟     | 勝井和子 |
| Destiny 34 | 諾言                    | 約束               | 小原信治 | 芦野芳晴          | 吉田徹       | 青木康浩     | 勝井和子 |
| Destiny 35 | 毀滅                    | 崩壊               | 小原信治 | 清水保行          | 清水保行     | 清水保行     | 勝井和子 |
| Destiny 36 | 逃離                    | 脱出               | 小原信治 | 芦野芳晴          | 青木康浩     | 青木康浩     | 勝井和子 |
| Destiny 37 | 終結                    | 終焉               | 小原信治 | 青木康浩          | 青木康浩     | 長町英樹     | 勝井和子 |
| Destiny 38 | 黑魔法                  | 黒魔法             | 小原信治 | 青木康浩          | 青木康浩     | 長町英樹     | 勝井和子 |
| Destiny 39 | 光之魔法                | 光の魔法           | 小原信治 | 芦野芳晴          | 千葉ゆみ     | 千葉ゆみ     | 勝井和子 |
| Destiny 40 | 希望                    | 希望               | 小原信治 | 芦野芳晴          | 芦野芳晴     | 野村和也     | 勝井和子 |

## 魔法少女隊 THE ADVENTURE (OVA)
為本作之番外篇，日本於2005年推出。每話分前後篇，全六話。

主要敘述魔法少女隊的日常生活和在魔法界的冒險故事。
Animax Asia將其編入第21集至26集播出。

### 各話標題
| 收錄     | 話數 | 標題 （Animax 中文翻譯） | 標題 （日文原文）    | 腳本              | 分鏡、演出、作畫監督              | 美術監督 |
| -------- | ---- | ------------------------ | -------------------- | ----------------- | --------------------------------- | -------- |
| 阿麗斯篇 | 1    | 變成魚的魔法少女隊       | 魚になった魔法少女隊 | 片淵須直          | 安藤裕章/浦谷千惠/田村晃/野村和也 | 岡本有香 |
| 阿麗斯篇 | 2    | 被封印的心               | 封印された心         | 川邊優子          | 野村和也/千葉ゆみ                 | 岡本有香 |
| 舒拉篇   | 1    | 妖精白皮書               | 妖精白書             | 川邊優子          | 青木康浩/長町英樹                 | 岡本有香 |
| 舒拉篇   | 2    | 冰魔女與冰炎之龍         | 氷の魔女と氷炎の竜   | 片淵須直 田中栄子 | 古屋勝悟                          | 岡本有香 |
| 艾華篇   | 1    | 龍屋的秘密               | ドラゴンハウスの秘密 | 川邊優子          | 芦野芳晴/田村晃                   | 岡本有香 |
| 艾華篇   | 2    | 疾風怒濤魔法少女隊       | 疾風怒涛の魔法少女隊 | 片淵須直 田中栄子 | 吉田徹                            | 岡本有香 |

### 登場角色

#### 主要角色
- 阿麗斯（アルス　日本：小島幸子／臺灣：楊凱凱／香港：周恩恩）
- 舒拉（シーラ　日本：桑島法子／臺灣：雷碧文／香港：羅嘉玲）
- 艾華（エバ　日本：広橋涼／臺灣：楊茲珺／香港：王夢華）

#### 冰魔女與冰炎之龍
- 卡娜（　日本：／臺灣：／香港：）

為大魔法師以前的名字，當時（約兩百年前）的她已是魔女界首屈一指的魔女。
- 花桃（　日本：／臺灣：林美秀／香港：）

其母親過世後跟卡娜一起旅行，並向卡娜學習魔法。
- 肯妮肯（　日本：／臺灣：／香港：）

為當時（約兩百年前）魔女界首屈一指的魔女之一，最後不慎被冰炎之魔龍冰凍。
- 朵爾（　日本：／臺灣：／香港：）

為當時（約兩百年前）魔女界首屈一指的魔女之一。

#### 龍屋的秘密
- 小飛龍（　日本：／臺灣：／香港：）

原為小隻的緋色飛龍，當艾華和吉吉與敵人交戰時幡然變大，之後將身體深入艾華的房屋內，變成現今的「龍屋」。
主人為艾華。
- 吉吉（　日本：／臺灣：／香港：）

為侍奉小少爺的機器人，不願魔女界毀滅而於「安眠之日」時通知魔女，最後與艾華和小少爺聯手停止毀滅魔女界的程式。
- 小少爺（　日本：／臺灣：／香港：）
- 傑斯達（　日本：／臺灣：／香港：）

為小少爺的父親，因被判定「叛國罪」而被魔族拘禁，逃獄後建立毀滅魔女界和魔族界的電腦程式企圖復仇，竣工後含怨而死。

#### 被封印的心
- 朵瑪（　日本：／臺灣：／香港：）

#### 疾風怒濤魔法少女隊
- 酷酷（　日本：／臺灣：／香港：）

## 播放電視臺
| 無綫電視明珠台 星期一至五 05:05－05:30 節目 | 無綫電視明珠台 星期一至五 05:05－05:30 節目       | 無綫電視明珠台 星期一至五 05:05－05:30 節目 |
| ------------------------------------------- | ------------------------------------------------- | ------------------------------------------- |
|                                             | 魔法少女隊 （2007年4月3日－5月8日）               |                                             |
| 消防車學堂 重播                             | 網絡英雄洛克人                                    |                                             |
| 無綫電視明珠台 星期六 16:25－16:50 節目     |                                                   |                                             |
| 鬼馬特工隊                                  | 魔法少女隊 重播 （2007年8月18日－ 2008年1月19日） | 賽車小萊里                                  |

| Animax 星期一至五 09:30－10:00 節目 | Animax 星期一至五 09:30－10:00 節目              | Animax 星期一至五 09:30－10:00 節目                                                   |
| ----------------------------------- | ------------------------------------------------ | ------------------------------------------------------------------------------------- |
|                                     | 魔法少女隊 （2009年2月2日－3月9日）              |                                                                                       |
| 灌籃少年 重播                       | .hack//Roots（駭客//根源） 重播                  |                                                                                       |
| Animax 星期日 18:00－19:00 節目     |                                                  |                                                                                       |
| 艾瑪 2 重播                         | 魔法少女隊 重播 （2009年11月8日－2010年1月31日） | 驚爆危機TSR 特別版OVA 2010年2月7日 18:00－18:30驚爆危機 TSR 2010年2月7日 18:30－19:00 |
| Animax 星期一至五 18:00－19:00 節目 |                                                  |                                                                                       |
| 櫻桃小丸子 3 重播                   | 魔法少女隊 重播 （2009年11月30日－12月17日）     | 櫻桃小丸子 重播                                                                       |
| Animax 星期二至六 04:00－05:00 節目 |                                                  |                                                                                       |
| 獸王星 重播                         | 魔法少女隊 重播 （2010年3月10日－3月27日）       | 亞洲魔幻秀：印度 (MAGIC ASIA: INDIA) 重播                                             |
| Animax 星期一至五 11:30－12:00 節目 |                                                  |                                                                                       |
| 銀盤萬花筒 重播                     | 魔法少女隊 重播 （2010年4月19日－）              | —                                                                                     |
| Animax 星期六 03:00－04:00 節目     |                                                  |                                                                                       |
| —                                   | 魔法少女隊 重播 （2012年10月6日－2013年1月5日）  | 未定 （2013年1月12日－）                                                              |
| Animax 星期一至五 04:00－05:00 節目 |                                                  |                                                                                       |
| 灼眼的夏娜Ⅲ 重播                    | 魔法少女隊 重播 （2014年9月5日－9月30日）        | 藍龍 重播                                                                             |
| Animax 星期六 06:30－07:00 節目     |                                                  |                                                                                       |
| 灼眼的夏娜Ⅲ 重播                    | 魔法少女隊 重播 （2014年9月6日－）               | 地獄少女 三鼎 重播                                                                    |

## 外部連結
- 魔法少女隊アルス